# Theridion nigropunctulatum
Theridion nigropunctulatum är en spindelart som beskrevs av Tamerlan Thorell 1898. Theridion nigropunctulatum ingår i släktet Theridion och familjen klotspindlar.
Artens utbredningsområde är Myanmar. Inga underarter finns listade i Catalogue of Life.